# Polygenis nitidus
Polygenis nitidus är en loppart som först beskrevs av Johnson 1957.  Polygenis nitidus ingår i släktet Polygenis och familjen Rhopalopsyllidae. Inga underarter finns listade i Catalogue of Life.